# Federated Learning of Cohorts
Federated Learning of Cohorts (FLoC)は、連合学習技術（英: Federated learning）を用いたウェブトラッキングの手法の一つであり、興味関心に基づくインターネット広告のため、ユーザーを閲覧履歴に基づいて「コホート（英: Cohorts）」に分類するものである。
2021年3月に、GoogleはChromeブラウザにおいて、2022年初頭に廃止される予定であるサードパーティーCookieを置き換えるものとしてテストを開始した。FLoCはGoogleによる「Privacy Sandbox」の一環として開発されており、この技術には鳥の名称にちなんだ異なる広告関連技術も含まれる:48。

## 機能
FLoCのアルゴリズムは、二つの物がどれほどの類似性があるかを数値化するSimHashを用いて得られる「コホートID」を用いて、ブラウザ内でユーザーのアクティビティを解析し、類似コンテンツにアクセスしたユーザーとのグループ付けを行う:9。それぞれのコホートには数千人のユーザーが含まれ、個人の特定の難易度を上げるために週ごとの更新が行われる。
ウェブサイトはAPIを通してコホートIDにアクセスすることが可能であり:9、これによってどのような広告を配信するかを決定することが可能である。Googleは単にユーザーをグループ化しているのみであるため、広告主は独自にコホートを分析する必要がある:47。外部にデータを送信することなくコホートを生成するこのプロセスは、Googleによる入力予測の手法と類似していると指摘されている:46。

## テスト
2021年の終わり、もしくは2022年初頭にに廃止される計画であるサードパーティーCookieを置き換えるものとして、以下の10ヵ国のChromeユーザーのうち0.5%に試験的な導入を2021年3月に開始した。
- アメリカ合衆国
- オーストラリア
- ブラジル
- カナダ
- インドネシア
- インド
- 日本
- メキシコ
- ニュージーランド
- フィリピン

この試験においてユーザーは自動的に参加することとなっていたが、サードパーティーCookieをオフにすることによって、この拒否することが可能であった。また、イギリス及び欧州経済領域内においては、FLoCのその地域におけるプライバシー規制に適合することに疑念が存在したため、テストが行われなかった。

## 反応
FLoCの開発者は、FLoCを使用する全てのウェブサイトは、ユーザーがどのコホートに所属しているかを知ることについて平等であるとし、ユーザーの一般的な履歴へのアクセスを民主化するとしている。2021年1月にGoogleが、FLoCにはサードパーティーCookieと比較すると、95%の広告効果があると発表したことについて、AdExchangerはこの主張及びその比較の方法論に対して、広告テクノロジーの関係者の一部に懐疑的な見方をしている者がいると報じた。

### 企業・団体の反応

#### EFF

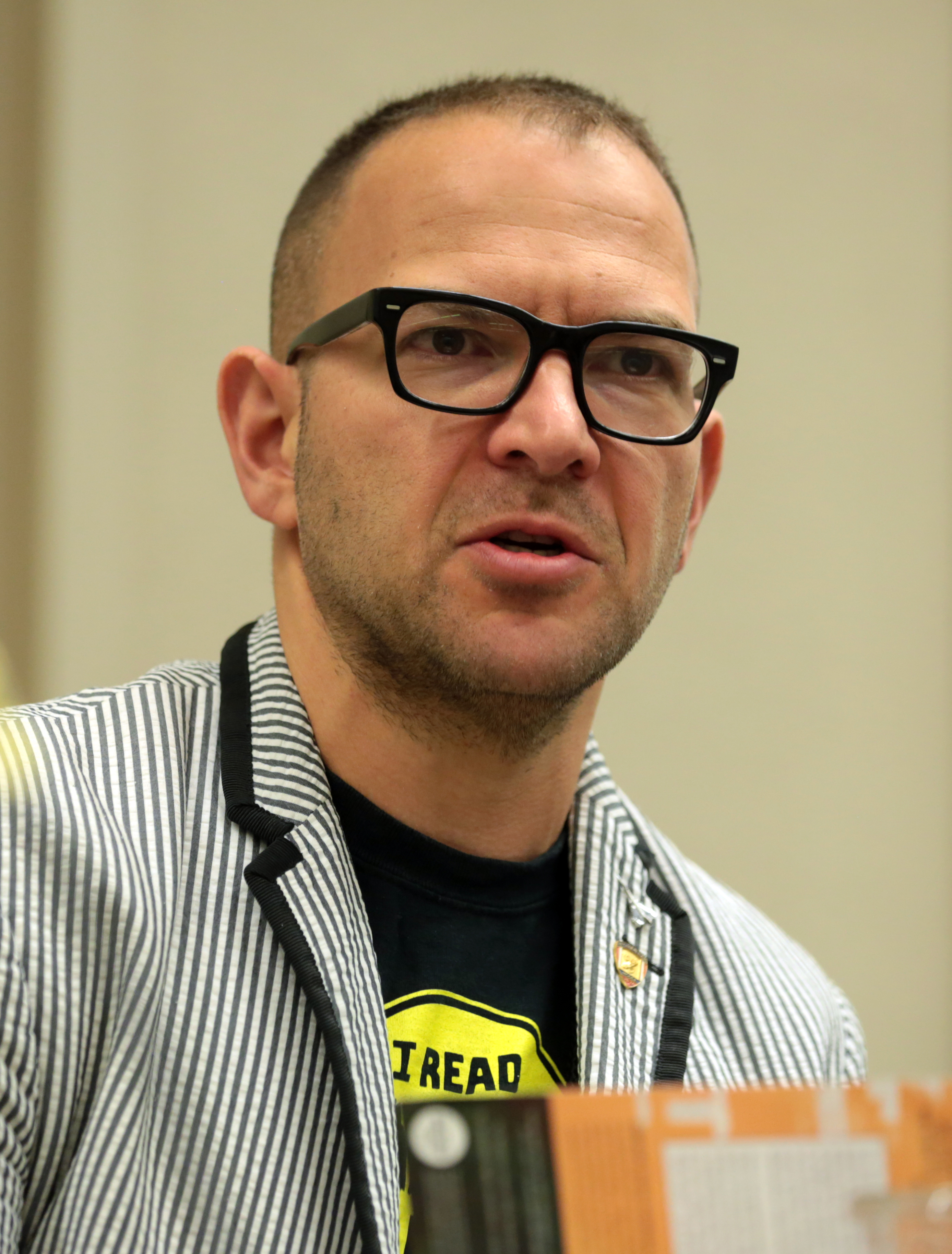
2018年に撮影されたコリイ・ドクトロウ。

電子フロンティア財団（EFF）はFLoCを批判しており、EFFの研究者であるBennett Cyphersは同財団のブログにおいて、Chromeブラウザにおいて開始されたテストについて「存在するべきではない技術のために、ユーザーの信頼を裏切るもの（英: a concrete breach of user trust in service of a technology that should not exist）」と評価している。EFFはユーザーを追跡することなく、ユーザーに関する情報へアクセスすることが可能になったことを批判し、FLoCのテスト対象になっているかを確認することが可能なウェブサイトを作成した。
この他、コリイ・ドクトロウは同財団のブログ上で、GoogleがサードパーティーCookieを廃止するという決定を行ったことを称賛する一方で、「FLoCはプライバシー保護が可能と言われ、また反競争的と言われるが、プライバシーと競争が両立しないということにはならない。（英: (just) because FLoC is billed as pro-privacy and also criticized as anti-competitive, it doesn’t mean that privacy and competition aren’t compatible）」とし、「Googleは行き場のない広告主から金銭を吸い取る傍ら、私たちがスパイされる時はいつかを決める門番を自らに任じている（英: Google is "appointing itself the gatekeeper who decides when we’re spied on while skimming from advertisers with nowhere else to go."）」と述べた。

#### DuckDuckGo
2021年4月10日、DuckDuckGoのCEOは、Google Chromeを使用しないように、という内容の声明を発表した。この中で、Chromeユーザーは選択しなくともFLoCを使用される可能性があり、他のブラウザ開発者はFLoCというトラッキング手法に興味を示していないとし、自社のプラグインへウェブサイトによるFLoCの使用をブロックする機能を追加した。
DuckDuckGoは、「人々のプライバシーを尊重し、かつ同意なしに行う行動追跡メカニズムなど存在しない」と述べ、GoogleがFLoCを「明示的なオプトイン」と「ダークパターン無し」が存在するものにするべきとした。またDuckDuckGoはFLoCを使用したり、広告のターゲットとしないことを発表した。

#### Brave

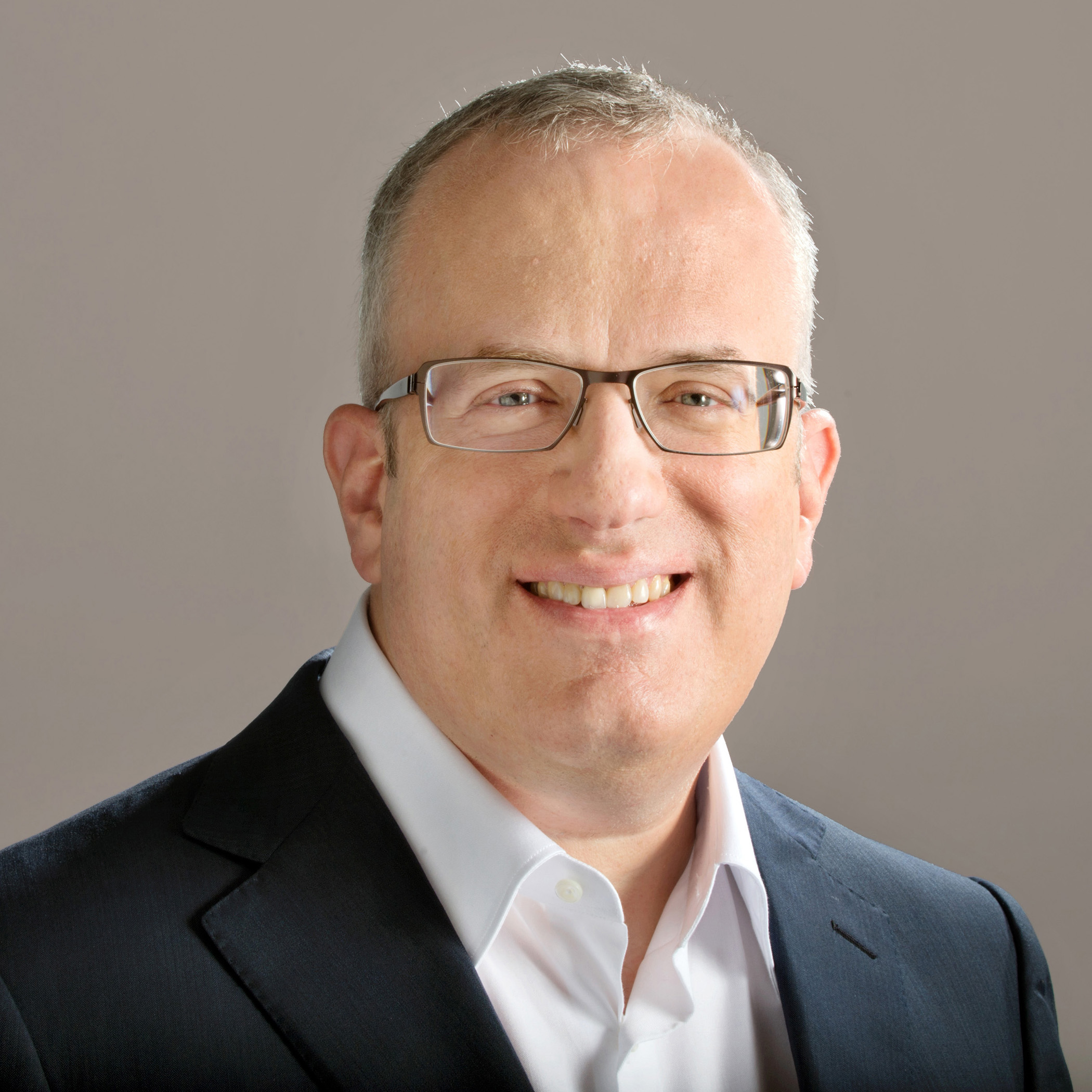
2012年8月に撮影されたブレンダン・アイク。

ChromiumをベースとするブラウザであるBraveは、2021年4月12日のブログでFLoCを批判し、BraveはFLoCを使用せず、またアクセスできないようにすることを発表した。BraveのCEOであるブレンダン・アイクとの共著記事において、サードパーティーCookieを置き換えるGoogleの試みを「タイタニックレベルでのデッキチェアシャッフル」であるとし、「ウェブが必要としている、根本的なプライバシーとユーザーに焦点を当てた変化から一歩後退している」と述べた。

#### The Verge
技術ニュースサイトのThe Vergeは、広告技術においてFLoCがもたらす可能性のあるすべての影響が判明しているわけではなく、その構造は小規模な広告技術企業に利益をもたらすこともあれば、損害をもたらすこともあるとした。その上で大規模な企業の方が、コホートの意味を理解しそれに対してどのような広告を表示するのかということについて、優れている可能性があることを示した。

### フィンガープリントとの関係
2021年5月、エコノミスト誌は、Googleが人種やセクシュアリティなどの秘密にしておきたい特徴を用いて人々をグループ化することをシステムで阻止するのは難しいかもしれない旨を報じた。また一部の批評家はコホートのシステムが、個々のデバイスのフィンガープリントを容易にしてしまい、プライバシーを損なってしまうことを指摘していることも報じた。
2021年6月、Firefoxの開発元であるMozillaは、FLoCを新たなフィンガープリンティングの手段として利用することを懸念していることをブログで表明した。これによるとFLoCは複数回の訪問時に追跡を行い、様々な手段で相関関係を得ることが可能なうえ、複数のコホートにユーザーが所属していることから、FLoCがユーザーが非公開としたい情報をウェブサイトが得られる可能性があるとしている。この他、FLoCは複数のウェブサイトで共有されているため、サードパーティーCookieの代替として利用されうるとしている。